# Na Hong Jin
Na Hong Jin (en hangul, 나홍진; 1974) es un director de cine surcoreano. Se caracteriza por desarrollar historias de cine negro con personajes predestinados fatalmente en un mundo donde ninguno tiene futuro y la naturaleza de los hombres es esencialmente mala. 

## Filmografía
- Rangjong (The Medium) (2021)
- Gokseong (The Wailing) (2016)
- Hwanghae (The Yellow Sea) (2010)
- Chugyeogja (The Chaser) (2008)